# 2024-es Copa América
A 2024-es Copa América volt a Copa América 48. kiírása, a dél-amerikai labdarúgást irányító CONMEBOL által négyévente megrendezett nemzetközi férfi labdarúgótorna. A tornát a CONCACAF társszervezésében az Egyesült Államokban rendezték.

## Helyszínek
A nyitómérkőzést Atlantában, a döntőt Miamiben rendezik. A két helyszínt 2023. november 20-án jelentették be. A többi helyszínt 2023. december 4-én tették közzé.
| Arlington, Texas             | Atlanta, Georgia            | Austin, Texas         |
| ---------------------------- | --------------------------- | --------------------- |
| AT&T Stadion                 | Mercedes-Benz Stadion       | Q2 Stadion            |
| Férőhely: 80 000             | Férőhely: 71 000            | Férőhely: 20 738      |
|                              |                             |                       |
| Charlotte, Észak-Karolina    | East Rutherford, New Jersey | Houston, Texas        |
| Bank of America Stadion      | MetLife Stadium             | NRG Stadion           |
| Férőhely: 74 867             | Férőhely: 82 566            | Férőhely: 72 220      |
|                              |                             |                       |
| Inglewood, Kalifornia        | Santa Clara, Kalifornia     | Glendale, Arizona     |
| SoFi Stadion                 | Levi’s Stadion              | State Farm Stadion    |
| Férőhely: 70 240             | Férőhely: 68 500            | Férőhely: 63 400      |
|                              |                             |                       |
| Las Vegas, Nevada (Paradise) | Kansas City, Missouri       | Kansas City, Kansas   |
| Allegiant Stadion            | Arrowhead Stadion           | Children's Mercy Park |
| Férőhely: 61 000             | Férőhely: 76 416            | Férőhely: 18 467      |
|                              |                             |                       |
| Miami Gardens, Florida       | Orlando, Florida            | Orlando, Florida      |
| Hard Rock Stadion            | Inter&Co Stadion            | Inter&Co Stadion      |
| Férőhely: 64 767             | Férőhely: 25 500            | Férőhely: 25 500      |
|                              |                             |                       |

## Résztvevők
A tornán 16 csapat vesz részt. Ebből 10 válogatott a CONMEBOL, 6 válogatott a CONCACAF tagja. A CONMEBOL tagországai automatikus résztvevők.A CONCACAF tagországok a 2023–24-es CONCACAF Nemzetek Ligájából jutottak ki. Az A liga négy negyeddöntőjének győztese, valamint a négy negyeddöntő vesztes csapataiból két csapat szerzett részvételi jogot, pótselejtezőből.
| CONMEBOL (10 csapat)                                                                                            | CONCACAF (6 csapat) |
| --- | --- |
| - Argentína (címvédő) - Bolívia - Brazília - Chile - Kolumbia - Ecuador - Paraguay - Peru - Uruguay - Venezuela | - Jamaica (2023–24-es CONCACAF Nemzetek Ligája, A liga negyeddöntő győztese) - Mexikó (2023–24-es CONCACAF Nemzetek Ligája, A liga negyeddöntő győztese) - Panama (2023–24-es CONCACAF Nemzetek Ligája, A liga negyeddöntő győztese) - Egyesült Államok (2023–24-es CONCACAF Nemzetek Ligája, A liga negyeddöntő győztese) - Kanada (2023–24-es CONCACAF Nemzetek Ligája, pótselejtező győztese) - Costa Rica (2023–24-es CONCACAF Nemzetek Ligája, pótselejtező győztese) |

## Sorsolás
A csoportkör sorsolását 2023. december 7-én, helyi idő szerint 19:30-tól tartották Miamiben. A 16 csapatot négy csoportba sorsolták.
Az 1. kalapba lévő négy csapatot a következők szerint automatikusan egy-egy csoportba helyezték:
- A Copa América címvédője, Argentína az A csoportba,
- A CONCACAF-aranykupa címvédője, Mexikó a B csoportba,
- A 2023. októberi FIFA-világranglistán legmagasabban rangsorolt CONCACAF-tagország, az Egyesült Államok a C csoportba,
- A 2023. októberi FIFA-világranglistán legmagasabban rangsorolt CONMEBOL-tagország, Brazília a D csoportba került.

A maradék 12 csapatot a 2023. októberi világranglista alapján a 2-4. kalapba sorolták. A sorsolás időpontjában ismeretlen 2 CONCACAF-tagország automatikusan a 4. kalapba.
A sorsolás során nem kerülhetett azonos csoportba háromnál több CONMEBOL-tagország vagy kettőnél több CONCACAF-tagország. Ha ez a feltétel nem teljesült a sorsolás során, a csapat a betűrend szerinti következő szabad csoportba került.
| Csapat                  | H.  |
| ----------------------- | --- |
| Argentína               | 1.  |
| Mexikó                  | 14. |
| Egyesült Államok (host) | 11. |
| Brazília                | 5.  |

| Csapat   | H.  |
| -------- | --- |
| Uruguay  | 15. |
| Kolumbia | 12. |
| Ecuador  | 31. |
| Peru     | 32. |

| Csapat    | H.  |
| --------- | --- |
| Chile     | 42. |
| Panama    | 45. |
| Venezuela | 54. |
| Paraguay  | 56. |

| Csapat     | H.  |
| ---------- | --- |
| Jamaica    | 55. |
| Bolívia    | 85. |
| Kanada     | 50. |
| Costa Rica | 54. |

1. 1 2  A pótselejtező győztesei a sorsolás időpontjában ismeretlenek voltak

## Csoportkör
A mérkőzések kezdési időpontjai helyi idő szerint, UTC eltéréssel, zárójelben magyar idő szerint értendők.

### A csoport
| Hely. | Csapat    | M | Gy | D | V | G+ | G– | Gk | P | Továbbjutás                                |
| ----- | --------- | - | -- | - | - | -- | -- | -- | - | ------------------------------------------ |
| 1.    | Argentína | 3 | 3  | 0 | 0 | 5  | 0  | +5 | 9 | Továbbjutott az egyenes kieséses szakaszba |
| 2.    | Kanada    | 3 | 1  | 1 | 1 | 1  | 2  | −1 | 4 | Továbbjutott az egyenes kieséses szakaszba |
| 3.    | Chile     | 3 | 0  | 2 | 1 | 0  | 1  | −1 | 2 |                                            |
| 4.    | Peru      | 3 | 0  | 1 | 2 | 0  | 3  | −3 | 1 |                                            |

| 2024. június 20. 20:00 UTC−4 (2:00) |

| Argentína                    | 2–0               | Kanada |
| ---------------------------- | ----------------- | ------ |
| Álvarez 49' La. Martínez 88' | (0–0) Jegyzőkönyv |        |

| Mercedes-Benz Stadion, Atlanta, Georgia Nézőszám: 70 564 Játékvezető: Jesús Valenzuela (venezuelai) |

| 2024. június 21. 19:00 UTC−5 (2:00) |

| Peru | 0–0         | Chile |
| ---- | ----------- | ----- |
|      | Jegyzőkönyv |       |

| AT&T Stadion, Arlington, Texas Nézőszám: 43 030 Játékvezető: Wilton Sampaio (brazil) |

| 2024. június 25. 17:00 UTC−5 (0:00) |

| Peru | 0–1               | Kanada    |
| ---- | ----------------- | --------- |
|      | (0–0) Jegyzőkönyv | David 74' |

| Children's Mercy Park, Kansas City, Kansas Nézőszám: 15 625 Játékvezető: Mario Escobar (guatemalai) |

| 2024. június 25. 21:00 UTC−4 (3:00) |

| Chile | 0–1               | Argentína        |
| ----- | ----------------- | ---------------- |
|       | (0–0) Jegyzőkönyv | La. Martínez 88' |

| MetLife Stadium, East Rutherford, New Jersey Nézőszám: 81 106 Játékvezető: Andrés Matonte (uruguayi) |

| 2024. június 29. 20:00 UTC−4 (2:00) |

| Argentína            | 2–0               | Peru |
| -------------------- | ----------------- | ---- |
| La. Martínez 47' 86' | (0–0) Jegyzőkönyv |      |

| Hard Rock Stadion, Miami Gardens, Florida Nézőszám: 64 972 Játékvezető: César Arturo Ramos (mexikói) |

| 2024. június 29. 20:00 UTC−4 (2:00) |

| Kanada | 0–0         | Chile |
| ------ | ----------- | ----- |
|        | Jegyzőkönyv |       |

| Inter&Co Stadion, Orlando, Florida Nézőszám: 24 481 Játékvezető: Wilmar Roldán (kolumbiai) |

### B csoport
| Hely. | Csapat    | M | Gy | D | V | G+ | G– | Gk | P | Továbbjutás                                |
| ----- | --------- | - | -- | - | - | -- | -- | -- | - | ------------------------------------------ |
| 1.    | Venezuela | 3 | 3  | 0 | 0 | 6  | 1  | +5 | 9 | Továbbjutott az egyenes kieséses szakaszba |
| 2.    | Ecuador   | 3 | 1  | 1 | 1 | 4  | 3  | +1 | 4 | Továbbjutott az egyenes kieséses szakaszba |
| 3.    | Mexikó    | 3 | 1  | 1 | 1 | 1  | 1  | 0  | 4 |                                            |
| 4.    | Jamaica   | 3 | 0  | 0 | 3 | 1  | 7  | −6 | 0 |                                            |

| 2024. június 22. 15:00 UTC−7 (0:00) |

| Ecuador       | 1–2               | Venezuela           |
| ------------- | ----------------- | ------------------- |
| Sarmiento 40' | (1–0) Jegyzőkönyv | Cádiz 64' Bello 74' |

| Levi’s Stadion, Santa Clara, Kalifornia Nézőszám: 29 864 Játékvezető: Wilmar Roldán (kolumbiai) |

| 2024. június 22. 20:00 UTC−5 (3:00) |

| Mexikó      | 1–0               | Jamaica |
| ----------- | ----------------- | ------- |
| Arteaga 69' | (0–0) Jegyzőkönyv |         |

| NRG Stadion, Houston, Texas Nézőszám: 53 763 Játékvezető: Ismail Elfath (amerikai) |

| 2024. június 26. 15:00 UTC−7 (0:00) |

| Ecuador                                              | 3–1               | Jamaica     |
| ---------------------------------------------------- | ----------------- | ----------- |
| Palmer 13' (öngól) Páez 45+4' (11-esből) Minda 90+1' | (2–0) Jegyzőkönyv | Antonio 54' |

| Allegiant Stadion, Las Vegas, Nevada Nézőszám: 24 074 Játékvezető: Cristian Garay (chilei) |

| 2024. június 26. 18:00 UTC−7 (3:00) |

| Venezuela             | 1–0               | Mexikó |
| --------------------- | ----------------- | ------ |
| Rondón 57' (11-esből) | (0–0) Jegyzőkönyv |        |

| SoFi Stadion, Inglewood, Kalifornia Nézőszám: 72 773 Játékvezető: Raphael Claus (brazil) |

| 2024. június 30. 17:00 UTC−7 (2:00) |

| Mexikó | 0–0         | Ecuador |
| ------ | ----------- | ------- |
|        | Jegyzőkönyv |         |

| State Farm Stadion, Glendale, Arizona Nézőszám: 62 565 Játékvezető: Mario Escobar (guatemalai) |

| 2024. június 30. 19:00 UTC−5 (2:00) |

| Jamaica | 0–3               | Venezuela                        |
| ------- | ----------------- | -------------------------------- |
|         | (0–0) Jegyzőkönyv | Bello 49' Rondón 56' Ramírez 85' |

| Q2 Stadion, Austin, Texas Nézőszám: 20 240 Játékvezető: Maurizio Mariani (olasz) |

### C csoport
| Hely. | Csapat               | M | Gy | D | V | G+ | G– | Gk | P | Továbbjutás                                |
| ----- | -------------------- | - | -- | - | - | -- | -- | -- | - | ------------------------------------------ |
| 1.    | Uruguay              | 3 | 3  | 0 | 0 | 9  | 1  | +8 | 9 | Továbbjutott az egyenes kieséses szakaszba |
| 2.    | Panama               | 3 | 2  | 0 | 1 | 6  | 5  | +1 | 6 | Továbbjutott az egyenes kieséses szakaszba |
| 3.    | Egyesült Államok (R) | 3 | 1  | 0 | 2 | 3  | 3  | 0  | 3 |                                            |
| 4.    | Bolívia              | 3 | 0  | 0 | 3 | 1  | 10 | −9 | 0 |                                            |

| 2024. június 23. 17:00 UTC−5 (0:00) |

| Egyesült Államok       | 2–0               | Bolívia |
| ---------------------- | ----------------- | ------- |
| Pulisic 3' Balogun 44' | (2–0) Jegyzőkönyv |         |

| AT&T Stadion, Arlington, Texas Nézőszám: 47 873 Játékvezető: Maurizio Mariani (olasz) |

| 2024. június 23. 21:00 UTC−4 (3:00) |

| Uruguay                            | 3–1               | Panama        |
| ---------------------------------- | ----------------- | ------------- |
| M. Araújo 16' Núñez 85' Viña 90+1' | (1–0) Jegyzőkönyv | Murillo 90+5' |

| Hard Rock Stadion, Miami Gardens, Florida Nézőszám: 33 425 Játékvezető: Piero Maza (chilei) |

| 2024. június 27. 18:00 UTC−4 (0:00) |

| Panama                   | 2–1               | Egyesült Államok |
| ------------------------ | ----------------- | ---------------- |
| Blackman 26' Fajardo 83' | (1–1) Jegyzőkönyv | Balogun 22'      |

| Mercedes-Benz Stadion, Atlanta, Georgia Nézőszám: 59 145 Játékvezető: Iván Barton (salvadori) |

| 2024. június 27. 21:00 UTC−4 (3:00) |

| Uruguay                                                         | 5–0               | Bolívia |
| --------------------------------------------------------------- | ----------------- | ------- |
| Pellistri 8' Núñez 21' M. Araújo 77' Valverde 81' Bentancur 89' | (2–0) Jegyzőkönyv |         |

| MetLife Stadium, East Rutherford, New Jersey Nézőszám: 48 033 Játékvezető: Juan Benítez (paraguayi) |

| 2024. július 01. 20:00 UTC−5 (3:00) |

| Egyesült Államok | 0–1               | Uruguay        |
| ---------------- | ----------------- | -------------- |
|                  | (0–0) Jegyzőkönyv | M. Olivera 66' |

| Arrowhead Stadion, Kansas City, Missouri Nézőszám: 55 460 Játékvezető: Kevin Ortega (perui) |

| 2024. július 01. 21:00 UTC−4 (3:00) |

| Bolívia     | 1–3               | Panama                               |
| ----------- | ----------------- | ------------------------------------ |
| Miranda 69' | (0–1) Jegyzőkönyv | Fajardo 22' Guerrero 79' Yanis 90+1' |

| Inter&Co Stadion, Orlando, Florida Nézőszám: 16 129 Játékvezető: Edina Alves Batista (brazil) |

### D csoport
| Hely. | Csapat     | M | Gy | D | V | G+ | G– | Gk | P | Továbbjutás                                |
| ----- | ---------- | - | -- | - | - | -- | -- | -- | - | ------------------------------------------ |
| 1.    | Kolumbia   | 3 | 2  | 1 | 0 | 6  | 2  | +4 | 7 | Továbbjutott az egyenes kieséses szakaszba |
| 2.    | Brazília   | 3 | 1  | 2 | 0 | 5  | 2  | +3 | 5 | Továbbjutott az egyenes kieséses szakaszba |
| 3.    | Costa Rica | 3 | 1  | 1 | 1 | 2  | 4  | −2 | 4 |                                            |
| 4.    | Paraguay   | 3 | 0  | 0 | 3 | 3  | 8  | −5 | 0 |                                            |

| 2024. június 24. 17:00 UTC−5 (0:00) |

| Kolumbia            | 2–1               | Paraguay   |
| ------------------- | ----------------- | ---------- |
| Muñoz 32' Lerma 42' | (2–0) Jegyzőkönyv | Enciso 69' |

| NRG Stadion, Houston, Texas Nézőszám: 67 059 Játékvezető: Dario Herrera (argentin) |

| 2024. június 24. 18:00 UTC−7 (3:00) |

| Brazília | 0–0         | Costa Rica |
| -------- | ----------- | ---------- |
|          | Jegyzőkönyv |            |

| SoFi Stadion, Inglewood, Kalifornia Nézőszám: 67 158 Játékvezető: César Arturo Ramos (mexikói) |

| 2024. június 28. 15:00 UTC−7 (0:00) |

| Kolumbia                                    | 3–0               | Costa Rica |
| ------------------------------------------- | ----------------- | ---------- |
| Díaz 31' (11-esből) Sánchez 59' Córdoba 62' | (1–0) Jegyzőkönyv |            |

| State Farm Stadion, Glendale, Arizona Nézőszám: 27 386 Játékvezető: Gustavo Tejera (uruguayi) |

| 2024. június 28. 18:00 UTC−7 (3:00) |

| Paraguay     | 1–4               | Brazília                                                |
| ------------ | ----------------- | ------------------------------------------------------- |
| Alderete 48' | (0–3) Jegyzőkönyv | Vinícius Jr. 35' 45+5' Sávio 43' Paquetá 65' (11-esből) |

| Allegiant Stadion, Las Vegas, Nevada Nézőszám: 46 939 Játékvezető: Piero Maza (chilei) |

| 2024. július 2. 18:00 UTC−7 (3:00) |

| Brazília     | 1–1               | Kolumbia    |
| ------------ | ----------------- | ----------- |
| Raphinha 12' | (1–1) Jegyzőkönyv | Muñoz 45+2' |

| Levi’s Stadion, Santa Clara, Kalifornia Nézőszám: 70 971 Játékvezető: Jesús Valenzuela (venezuelai) |

| 2024. július 2. 20:00 UTC−5 (3:00) |

| Costa Rica          | 2–1               | Paraguay |
| ------------------- | ----------------- | -------- |
| Calvo 3' Alcócer 7' | (2–0) Jegyzőkönyv | Sosa 55' |

| Q2 Stadion, Austin, Texas Nézőszám: 12 765 Játékvezető: Yael Falcón (argentin) |

## Egyenes kieséses szakasz
Az egyenes kieséses szakaszban ha a rendes játékidő végén döntetlen az állás:
- a negyeddöntőben, az elődöntőben és a bronzmérkőzésen nincs hosszabbítás, rögtön büntetőpárbaj következik.[6]
- a döntőben 2×15 perces hosszabbítás, majd ha ez követően is döntetlen az állás, akkor büntetőpárbaj következik.[6]

|  |              |              |              |           |   |           |            |            |               |               |               |       |       |
|  | Negyeddöntők | Negyeddöntők | Negyeddöntők |           |   | Elődöntők | Elődöntők  | Elődöntők  |               |               | Döntő         | Döntő | Döntő |
|  | Negyeddöntők | Negyeddöntők | Negyeddöntők |           |   | Elődöntők | Elődöntők  | Elődöntők  |               |               | Döntő         | Döntő | Döntő |
|  | július 4.    |              |              |           |   |           |            |            |               |               |               |       |       |
|  |              |              |              |           |   |           |            |            |               |               |               |       |       |
|  | A1           | Argentína    | 1 (4)        |           |   |           |            |            |               |               |               |       |       |
|  | A1           | Argentína    | 1 (4)        | július 9. |   |           |            |            |               |               |               |       |       |
|  | B2           | Ecuador      | 1 (2)        |           |   |           |            |            |               |               |               |       |       |
|  | B2           | Ecuador      | 1 (2)        |           |   | Argentína | Argentína  | 2          |               |               |               |       |       |
|  | július 5.    |              |              |           |   | Argentína | Argentína  | 2          |               |               |               |       |       |
|  |              |              | Kanada       | Kanada    | 0 |           |            |            |               |               |               |       |       |
|  | B1           | Venezuela    | Kanada       | Kanada    | 0 | 1 (3)     |            |            |               |               |               |       |       |
|  | B1           | Venezuela    |              |           |   | 1 (3)     | július 14. |            |               |               |               |       |       |
|  | A2           | Kanada       | 1 (4)        |           |   |           |            |            |               |               |               |       |       |
|  | A2           | Kanada       | 1 (4)        |           |   | Argentína | Argentína  | 1          |               |               |               |       |       |
|  | július 6.    |              |              |           |   | Argentína | Argentína  | 1          |               |               |               |       |       |
|  |              |              | Kolumbia     | Kolumbia  | 0 |           |            |            |               |               |               |       |       |
|  | C1           | Kolumbia     | Kolumbia     | Kolumbia  | 0 | 5         |            |            |               |               |               |       |       |
|  | C1           | Kolumbia     | július 10.   |           |   | 5         |            |            |               |               |               |       |       |
|  | D2           | Panama       | 0            |           |   |           |            |            |               |               |               |       |       |
|  | D2           | Panama       | 0            |           |   | Kolumbia  | Kolumbia   | 1          | Bronzmérkőzés | Bronzmérkőzés | Bronzmérkőzés |       |       |
|  | július 6.    |              |              |           |   | Kolumbia  | Kolumbia   | 1          | Bronzmérkőzés | Bronzmérkőzés | Bronzmérkőzés |       |       |
|  |              |              | Uruguay      | Uruguay   | 0 |           |            | július 13. | július 13.    | július 13.    |               |       |       |
|  | D1           | Uruguay      | Uruguay      | Uruguay   | 0 | 0 (4)     |            | július 13. | július 13.    | július 13.    |               |       |       |
|  | D1           | Uruguay      |              |           |   |           |            | Kanada     | Kanada        | 2 (3)         |               |       |       |
|  | C2           | Brazília     | 0 (2)        |           |   |           |            | Kanada     | Kanada        | 2 (3)         |               |       |       |
|  | C2           | Brazília     | 0 (2)        |           |   | Uruguay   | Uruguay    | 2 (4)      |               |               |               |       |       |
|  |              |              |              |           |   | Uruguay   | Uruguay    | 2 (4)      |               |               |               |       |       |

### Negyeddöntők
| 2024. július 4. 20:00 UTC−5 (3:00) |

| Argentína                                   | 1–1               | Ecuador                      |
| ------------------------------------------- | ----------------- | ---------------------------- |
| Li. Martínez 35'                            | (1–0) Jegyzőkönyv | Rodríguez 90+2'              |
| Büntetőpárbaj                               |                   |                              |
| Messi Álvarez Mac Allister Montiel Otamendi | 4–2               | Mena Minda Yeboah J. Caicedo |

| NRG Stadion, Houston, Texas Nézőszám: 69 456 Játékvezető: Andrés Matonte (uruguayi) |

| 2024. július 5. 20:00 UTC−5 (3:00) |

| Venezuela                                  | 1–1               | Kanada                                     |
| ------------------------------------------ | ----------------- | ------------------------------------------ |
| Rondón 65'                                 | (0–1) Jegyzőkönyv | Shaffelburg 13'                            |
| Büntetőpárbaj                              |                   |                                            |
| Rondón Herrera Rincón Savarino Cádiz Ángel | 3–4               | David Millar Bombito Eustáquio Davies Koné |

| AT&T Stadion, Arlington, Texas Nézőszám: 51 080 Játékvezető: Wilton Sampaio (brazil) |

| 2024. július 6. 15:00 UTC−7 (0:00) |

| Kolumbia                                                                     | 5–0               | Panama |
| ---------------------------------------------------------------------------- | ----------------- | ------ |
| Córdoba 8' Rodríguez 15' (11-esből) Díaz 41' Ríos 70' Borja 90+4' (11-esből) | (3–0) Jegyzőkönyv |        |

| State Farm Stadion, Glendale, Arizona Nézőszám: 39 740 Játékvezető: Maurizio Mariani (olasz) |

| 2024. július 6. 18:00 UTC−7 (3:00) |

| Uruguay                                         | 0–0         | Brazília                                             |
| ----------------------------------------------- | ----------- | ---------------------------------------------------- |
|                                                 | Jegyzőkönyv |                                                      |
| Büntetőpárbaj                                   |             |                                                      |
| Valverde Bentancur De Arrascaeta Giménez Ugarte | 4–2         | Éder Militão Andreas Pereira Douglas Luiz Martinelli |

| Allegiant Stadion, Las Vegas, Nevada Nézőszám: 55 770 Játékvezető: Darío Herrera (argentin) |

### Elődöntők
| 2024. július 9. 20:00 UTC−4 (2:00) |

| Argentína             | 2–0               | Kanada |
| --------------------- | ----------------- | ------ |
| Álvarez 22' Messi 51' | (1–0) Jegyzőkönyv |        |

| MetLife Stadium, East Rutherford, New Jersey Nézőszám: 80 102 Játékvezető: Piero Maza (chilei) |

| 2024. július 10. 20:00 UTC−4 (2:00) |

| Kolumbia  | 1–0               | Uruguay |
| --------- | ----------------- | ------- |
| Lerma 39' | (1–0) Jegyzőkönyv |         |

| Bank of America Stadion, Charlotte, Észak-Karolina Játékvezető: César Arturo Ramos (mexikói) |

### Bronzmérkőzés
| 2024. július 13. 20:00 UTC−4 (2:00) |

| Kanada                              | 2–2               | Uruguay                                 |
| ----------------------------------- | ----------------- | --------------------------------------- |
| Koné 22' David 80'                  | (1–1) Jegyzőkönyv | Bentancur 8' Suárez 90+2'               |
| Büntetőpárbaj                       |                   |                                         |
| David Bombito Koné Choinière Davies | 3–4               | Valverde Bentancur De Arrascaeta Suárez |

| Bank of America Stadion, Charlotte, Észak-Karolina Játékvezető: Alexis Herrera (venezuelai) |

### Döntő
| 2024. július 14. 21:22 UTC−4 (3:22) |

| Argentína         | 1–0 (h. u.)                 | Kolumbia |
| ----------------- | --------------------------- | -------- |
| La. Martínez 112' | (0–0, 0–0, 0–0) Jegyzőkönyv |          |

| Hard Rock Stadion, Miami Gardens, Florida Játékvezető: Raphael Claus (brazil) |

## Statisztika

### Gólszerzők
5 gólos
- Lautaro Martínez

3 gólos
- Salomón Rondón

2 gólos
- Julián Álvarez
- Vinícius Júnior
- Jonathan David
- Jhon Córdoba
- Luis Díaz
- Jefferson Lerma
- Daniel Muñoz
- José Fajardo
- Folarin Balogun
- Maximiliano Araújo
- Rodrigo Bentancur
- Darwin Núñez
- Eduard Bello

1 gólos
- Lisandro Martínez
- Lionel Messi
- Bruno Miranda
- Lucas Paquetá
- Raphinha
- Sávio
- Ismaël Koné
- Jacob Shaffelburg
- Miguel Borja
- Richard Ríos
- James Rodríguez
- Davinson Sánchez
- Josimar Alcócer
- Francisco Calvo
- Alan Minda
- Kendry Páez
- Kevin Rodríguez
- Jeremy Sarmiento
- Michail Antonio
- Gerardo Arteaga
- César Blackman
- Eduardo Guerrero
- Michael Amir Murillo
- César Yanis
- Omar Alderete
- Julio Enciso
- Ramón Sosa
- Christian Pulisic
- Mathías Olivera
- Facundo Pellistri
- Luis Suárez
- Federico Valverde
- Matías Viña
- Jhonder Cádiz
- Eric Ramírez

1 óngólos
- Kasey Palmer (Ecuador ellen)